# Taça de Portugal de 2005–06
A Taça de Portugal 2005-06 foi 66ª edição da Taça de Portugal, competição sob alçada da Federação Portuguesa de Futebol.

## Oitavos de final
| Anfitrião            | Adversário           | Resultado        | Observações         |
| -------------------- | -------------------- | ---------------- | ------------------- |
| Lixa                 | Vitória de Setúbal   | 0 - 2            | 2006-02-08, 15h00m  |
| Desportivo das Aves  | Académica de Coimbra | 1 - 2            | 2006-02-08, 15h00m  |
| Estrela da Amadora   | Boavista             | 0 - 1            | 2006-02-08, 15h00m  |
| Marítimo             | Vila Meã             | 3 - 0            | 2006-02-08, 19h15m  |
| Vitória de Guimarães | Oliveirense          | 2 - 0            | 2006-02-08, 20h:30m |
| Sporting             | Paredes              | 2 - 1            | 2006-02-08, 17h00m  |
| Benfica              | Nacional da Madeira  | 0 - 0 (5-3 g.p.) | 2006-02-08, 20h45m  |

## Quartos de final
| Anfitrião            | Adversário           | Resultado | Observações        |
| -------------------- | -------------------- | --------- | ------------------ |
| Vitória de Setúbal   | Boavista             | 2 - 1     | 2006-03-15, 15h00m |
| Marítimo             | Porto                | 1 - 2     | 2006-03-15, 18h30m |
| Académica de Coimbra | Sporting             | 0 - 2     | 2006-03-15, 20h30m |
| Benfica              | Vitória de Guimarães | 0 - 1     | 2006-03-15, 20h45m |

## Meia final
| Anfitrião          | Adversário           | Resultado        | Observações        |
| ------------------ | -------------------- | ---------------- | ------------------ |
| Porto              | Sporting             | 1 - 1 (5-4 g.p.) | 2006-03-22, 20h45m |
| Vitória de Setúbal | Vitória de Guimarães | 1 - 1 (3-2 g.p.) | 2006-03-23, 20h45m |

## Final
| CAMPO | NEUTRO             | Resultado | Observações        |
| ----- | ------------------ | --------- | ------------------ |
| Porto | Vitória de Setúbal | 1 - 0     | 2006-05-14, 18h00m |

| 14 de Maio, de 2006 17:00 | Porto       | 1 – 0 | Vitória de Setúbal | Estádio Nacional do Jamor, Lisboa Público: Árbitro: |
|                           | Adriano 39' |       |                    |                                                     |

| | |  | | |
| | Cartões & substituições                                                                                  |  | | |
| Pepe 14' Ricardo Quaresma Jorginho 68' Anderson Marek Čech 75' Adriano 81' McCarthy Ibson 85' Helton 90' | Pepe 14' Ricardo Quaresma Jorginho 68' Anderson Marek Čech 75' Adriano 81' McCarthy Ibson 85' Helton 90' |  | Adalto 21' Auri 51' Adalto Sougou 56' Bruno Ribeiro 67' Ricardo Chaves Pedro Oliveira 68' Binho Fonseca 81' | Adalto 21' Auri 51' Adalto Sougou 56' Bruno Ribeiro 67' Ricardo Chaves Pedro Oliveira 68' Binho Fonseca 81' |

## Campeão
| Taça de Portugal 2005-06 |
| ------------------------ |
| Porto 13º Título         |